# Нанссорья
Нанссорья, Нанс-Сорья — река в России, протекает в округе Вуктыл Республики Коми. Устье реки находится в 7 км по правому берегу реки Волоковка. Длина реки составляет 20 км.
Исток реки находится на Приполярном Урале в ложбине между хребтами Педы-Из и Перна-Из. Исток лежит на границе с Ханты-Мансийским автономным округом и на глобальном водоразделе Печоры и Оби, рядом берёт начало река Сёртынья.
Генеральное направление течения — юго-запад, затем- запад. Всё течение проходит по ненаселённой, холмистой тайге. Характер течения — горный. Незадолго до устья принимает слева приток — Малую Нанссорью. Ширина реки у устья — около 15 метров, скорость течения 2,4 м/с.

## Данные водного реестра
По данным государственного водного реестра России относится к Двинско-Печорскому бассейновому округу, водохозяйственный участок реки — Печора от водомерного поста у посёлка Шердино до впадения реки Уса, речной подбассейн реки — бассейны притоков Печоры до впадения Усы. Речной бассейн реки — Печора.
Код объекта в государственном водном реестре — 03050100212103000062170.